# Bornhof
Bornhof is een plaats in de Duitse deelstaat Mecklenburg-Voor-Pommeren en maakt deel uit van de gemeente Ankershagen in het district Mecklenburgische Seenplatte.